# Zaō (Miyagi)
Zaō (蔵王町 Zaō-machi?) es un pueblo localizado en la prefectura de Miyagi, Japón. En octubre de 2018 tenía una población de 11.824 habitantes y una densidad de población de 77,4 personas por km². Su área total es de 152,83 km².

## Geografía

### Municipios circundantes
- Prefectura de Miyagi
  - Shiroishi
  - Shichikashuku
  - Ōgawara
  - Murata
  - Kawasaki
- Prefectura de Yamagata
  - Kaminoyama

## Demografía
Según datos del censo japonés, la población de Zaō ha disminuido en los últimos años.
| Año del censo | Población |
| ------------- | --------- |
| 1995          | 13.915    |
| 2000          | 13.545    |
| 2005          | 13.318    |
| 2010          | 12.882    |
| 2015          | 12.316    |